# Rue Pouzonville
La rue Pouzonville (en occitan : carrièra Pozanvila) est une voie de Toulouse, chef-lieu de la région Occitanie, dans le Midi de la France.

## Situation et accès

### Description
La rue Pouzonville est une voie publique. Elle se trouve dans le quartier Arnaud-Bernard.
Elle naît perpendiculairement à la rue Jean-Baptiste-Merly, au carrefour et dans le prolongement de la rue Saint-Charles – le croisement des trois rues est connu populairement comme la place Pouzonville. Elle est longue de 190 mètres, rectiligne et orientée au sud-est. Elle donne naissance à la rue de l'Arc. Elle se termine au carrefour de la rue Saint-Bernard, qui débouche là sur le boulevard de Strasbourg.
La chaussée compte une voie de circulation automobile en sens unique, de la rue Jean-Baptiste-Merly vers la rue Saint-Bernard. Elle appartient à une zone de rencontre et la vitesse y est limitée à 20 km/h. Il n'existe ni bande, ni piste cyclable, quoiqu'elle soit à double-sens cyclable.

### Voies rencontrées
La rue Pouzonville rencontre les voies suivantes, dans l'ordre des numéros croissants (« g » indique que la rue se situe à gauche, « d » à droite) :
1. Rue Jean-Baptiste-Merly
2. Rue de l'Arc (g)
3. Rue Saint-Bernard

## Odonymie
Le nom de la rue Pouzonville est ancien, puisqu'il est attesté déjà au XIVe siècle. C'est aussi, jusqu'au XVIIIe siècle, le nom de la rue qui la prolonge à l'ouest (actuelle rue Saint-Charles). Il rappelle la présence de la porte de Pouzonville (emplacement au devant de l'actuel no 46 rue Jean-Baptiste-Merly), une porte du rempart qui entourait le bourg Saint-Sernin au XIIIe siècle. L'origine en est cependant peu claire : les textes les plus anciens parlent de la porta Posamilano, Podii Milavi ou encore Posomvilla. Le nom de Pouzonville fut celui de plusieurs autres voies toulousaines : il exista ainsi un boulevard de Pouzonville (actuel boulevard d'Arcole), un chemin de Pouzonville (actuelle rue des Chalets), une grand-rue de Pouzonville (actuelle rue Saint-Charles) et une place de Pouzonville (actuel carrefour des actuelles rues Jean-Baptiste-Merly, Pouzonville et Saint-Charles).
La rue a porté d'autres noms au cours des siècles. Aux XVIIe et XVIIIe siècles, elle est aussi désignée comme la rue Matabiau : elle débouche effectivement sur la place Matabiau (actuelle place Jeanne-d'Arc), près de la porte du même nom (emplacement au devant de l'actuel no 35 boulevard de Strasbourg). En 1794, pendant la Révolution française, la rue fut renommée rue l'Indépendance, mais ce nouveau nom ne fut pas conservé.

## Patrimoine et lieux d'intérêt

### Sainte-Marie-de-Nevers École et Collège
Sainte-Marie-de-Nevers École et Collège est une institution d'enseignement privé catholique. Elle regroupe une école primaire, comportant des classes maternelles et élémentaires, et un collège. L'ensemble occupe une vaste parcelle entre la rue Jean-Baptiste-Merly (actuel no 18) et la rue Pouzonville (actuel no 16 bis-18 bis).
En 1810, une école de garçons est fondée par les Frères des écoles chrétiennes. En 1892, le chanoine Albouy, curé de la basilique Saint-Sernin, installe l'école dans les bâtiments de la rue Jean-Baptiste-Merly (actuel no 18) et lui donne le nom de Saint-Jude. Dans les années 1970, l'école Saint-Jude revient sous tutelle diocésaine. C'est alors un vaste établissement, qui compte une école primaire et un collège d'enseignement général. En 1990, il fusionne avec deux autres institutions privées catholiques, le collège de l'Immaculée Conception (actuel groupe scolaire privé Saint-Hilaire, no 19 rue Saint-Hilaire) et le collège Sainte-Barbe (actuel lycée professionnel privé Sainte-Marie-de-Saint-Sernin, no 19 boulevard Armand-Duportal). Entre 2000 et 2005, l'ensemble passe sous le contrôle de la congrégation des Sœurs de la charité de Nevers : quoique revenu sous tutelle diocésaine, il en a conservé le nom.

### Immeubles
- no  12 : immeuble (1963, René Bailly)[7].

- no  28 : immeuble Bonzom. 
Un immeuble de rapport est construit entre 1919 et 1920 par l'architecte Edmond Pilette pour le compte de M. Bonzom et de la Société pyrénéenne d'entreprise. Il s'agit de la première réalisation toulousaine de l'architecte qui, né à Armentières et formé à l'école des Beaux-Arts de Paris, vient de s'installer à Toulouse. Il donne ici un exemple d'architecture rationaliste, en laissant lisible la structure en béton de l'édifice. Le décor de briques vernissées, de mosaïques et les motifs géométriques des ferronneries de la porte et des garde-corps annoncent le goût de l'Art déco. 
L'immeuble s'élève, à l'angle de la rue Saint-Bernard, sur sept niveaux : un sous-sol et cinq étages. Au rez-de-chaussée, la porte d'entrée a un encadrement polychrome de briques vernissées et de carreaux de céramique et a conservé sa ferronnerie. Le niveau est occupé à droite par un magasin, à gauche par un bureau et un studio. Aux étages, la façade est animée par les ondulations des bow-windows en légère saillie. Elle est rythmée par la mise en valeur de l'ossature de béton qui forme un quadrillage : les bandeaux verticaux évoquent des pilastres d'ordre colossal, les bandeaux horizontaux sont ornés de mosaïques. L'angle de l'immeuble, qui fait face au boulevard de Strasbourg, est traité comme une rotonde, couronnée par un dôme. Il conserve cependant une couverture en béton, tandis que les lucarnes sont mises en valeur par un décor de fleurs en mosaïque. La distribution intérieure se fait par un grand escalier à noyau creux, laissant la place à un ascenseur. Chaque étage est occupé par un appartement : la salle à manger, un bureau, un petit et un grand salon se répartissent le long de la rue Saint-Bernard, tandis que les quatre chambres s'ouvrent sur la rue Pouzonville[8],[9].

- no  29 : immeuble (1809)[10].
- no  49 : immeuble (1928, Antoine et Pierre Thuriès)[11].